# Kompaktbil

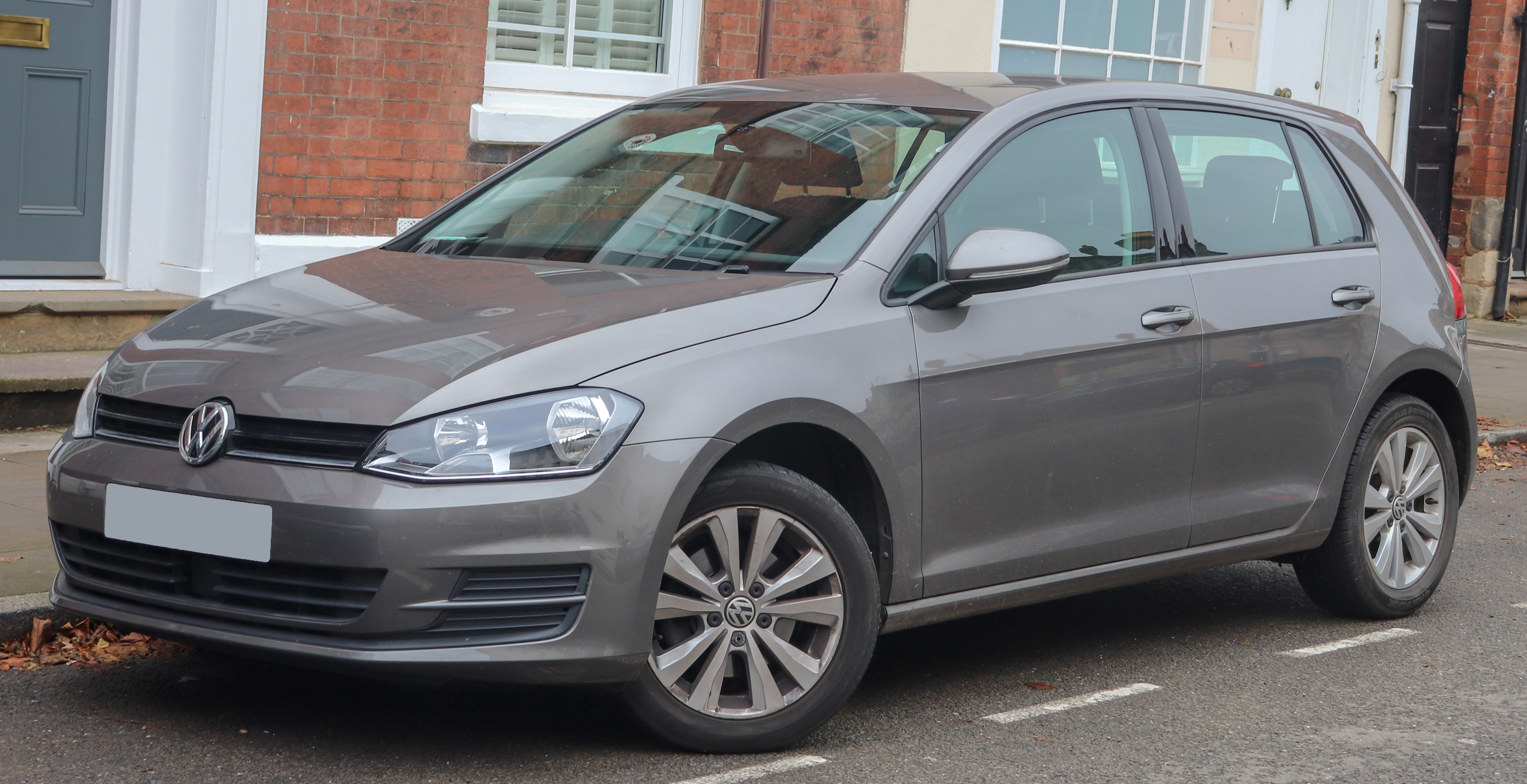
Volkswagen Golf.

Kompaktbil, även kallad liten familjebil, är en klass i Europa för bilar i C-segmentet, det vill säga bilar som är större än småbilar, men mindre än stora bilar. I Europa är termen Golfklass också mycket vanlig, även om Fiat 128 var den modell som ursprungligen definierade klassen och inte Volkswagen Golf. Dessa bilar mäter vanligen mellan 4,15 och 4,5 meter.

## Exempel på modeller i klassen
- Audi A3
- BMW 1-serie
- Ford Focus
- Honda Civic
- Hyundai i30
- Mazda3
- Mercedes-Benz A-klass
- Opel Astra
- Peugeot 308
- Toyota Auris
- Toyota Corolla
- Volkswagen Golf